# Liste der Monuments historiques in Magné (Vienne)
Die Liste der Monuments historiques in Magné (Vienne) führt die Monuments historiques in der französischen Gemeinde Magné auf.

## Liste der Bauwerke
| Bezeichnung                              | Beschreibung                       | Standort | Kennzeichnung | Schutzstatus | Datum | Bild           |
| ---------------------------------------- | ---------------------------------- | -------- | ------------- | ------------ | ----- | -------------- |
| Château de La Roche-Gençay, heute Museum | Schloss, erbaut im 15. Jahrhundert | (Lage)   | PA00105517    | Inscrit      | 1981  | weitere Bilder |
| Kirche St-Médard                         | Erbaut im 16. Jahrhundert          | (Lage)   | PA00105518    | Inscrit      | 1952  |                |

## Liste der Objekte
- Monuments historiques (Objekte) in Magné (Vienne) in der Base Palissy des französischen Kultusministeriums